# Eva Baltasar
Pour les articles homonymes, voir Baltasar.
Eva Baltasar (Barcelone, 26 août 1978) est une écrivaine et poétesse espagnole d'expression catalane.

## Biographie
Eva Baltasar est diplômée en pédagogie de l'université de Barcelone. Aimant le dépaysement, elle se dit nomade, change régulièrement de lieu de vie et expérimente plusieurs activités telles qu'institutrice, collaboratrice pour des revues scientifiques ou culturelles, ou bergère et fabricante de fromage en catalogne.
Poétesse confirmée, ses recueils sont multi primés depuis son premier ouvrage Laia, qui reçoit le Prix Miquel de Palol.
En 2018, elle fait ses débuts comme romancière avec Permagel, traduit sous le titre Permafrost en français. Ce roman remporte le Prix des libraires catalans. Cet ouvrage est le premier d'une trilogie féminine qui se poursuit avec Boulder et Mamut. L'œuvre littéraire d'Eva Baltasar explore le rapport au corps et au désir féminin.

## Œuvres

### Romans
- Permagel, Club Editor, 2018[5]

Traduit en français : Permafrost, trad. Annie Bats, Verdier, 2020 (ISBN 978-2-37856-065-2)
- Boulder. Club Editor, 2020[6]
- Mamut, Literatura Random House, 2022  (ISBN 9788439735441)

### Poésie
- Laia, Columna, 2008
- Atàviques feres, Cossetània, 2009
- Reclam, Institut d'Estudis Ilerdencs, 2010
- Dotze treballs, Pagès, 2011
- Medi aquàtic, Pagès, 2011
- Poemes d'una embarassada, Pagès, 2012
- Vida limitada, Món de Llibres, 2013
- Animals d'hivern, Edicions 62, 2016
- Neutre, Bromera, 2017
- Invertida, Lleonard Muntaner, 2017

## Prix et reconnaissance
- Prix Miquel de Palol 2008 pour Laia[7]
- Prix Ramon Comas i Maduell 2008 pour Atàviques feres[8]
- Prix Benet Ribas 2010 pour Dotze treballs[9]
- Prix Les Talúries 2010 pour Reclam[10]
- Prix Màrius Torres 2010 pour Medi aquàtic[11]
- Prix Jordi Pàmias 2011 pour Poemes d'una embarassada[12]
- Prix Miquel Àngel Riera 2013 pour Vida limitada[13]
- Prix Gabriel Ferrater 2015 pour Animals d'hivern[14]
- Prix Mallorca 2016 pour Invertida[15]
- Prix Ibn Jafadja 2016 pour Neutre[16]
- Prix Llibreter 2018 pour Permagel[17]
- Prix L'Illa dels Llibres 2018 pour Permagel[18]
- Médaille d'or du mérite des beaux-arts 2024, décernée par le Ministère de l'Éducation, de la Culture et des Sports espagnol[19]